# Губське (Лубенський район)
Губське́ — село в Україні, у Лубенському районі Полтавської області. Населення становить 550 осіб. Колишній орган місцевого самоврядування — Тарандинцівська сільська рада.

## Географія
Село Губське знаходиться на лівому березі річки Вільшанка, вище за течією на відстані 4,5 км розташоване село Пишне, нижче за течією на відстані 2 км розташоване село Єнківці, на протилежному березі - село Тарандинці.

## Історія
В період Гетьманщини село входило до Лубенської першої сотні Лубенського полку. 3 березня 1752 р. гетьман Кирило Розумовський підтвердив полковнику Лубенського полку Івану Кулябці право володіння селом у сотні Лукімській і селами Засулля, Вищий Булатець і Губське у Лубенській сотні.
- 12 червня 2020 року, відповідно до розпорядження Кабінету Міністрів України № 721-р «Про визначення адміністративних центрів та затвердження територій територіальних громад Полтавської області», село увійшло до складу Новооржицької селищної громади[2].
- 19 липня 2020 року, в результаті адміністративно - територіальної реформи та ліквідації  Оржицького району, село увійшло до складу новоутвореного Лубенського району[3].

## Населення
Згідно з переписом УРСР 1989 року чисельність наявного населення села становила 611 осіб, з яких 262 чоловіки та 349 жінок.
За переписом населення України 2001 року в селі мешкало 548 осіб.

### Мова
Розподіл населення за рідною мовою за даними перепису 2001 року:
| Мова       | Відсоток |
| ---------- | -------- |
| українська | 98,00 %  |
| російська  | 1,64 %   |
| білоруська | 0,36 %   |

## Економіка
- Молочно-товарна та птахо-товарна ферми.
- «Надія», сільськогосподарський виробничий кооператив.

## Об'єкти соціальної сфери
- Школа І-ІІ ст.

## Відомі люди
- Артеменко Петро Іванович (1918–1942) — український поет, перекладач.
- Дубинка Ніна Дмитрівна (* 1967) — майстриня з художньої кераміки.